# 拉普拉普市
拉普拉普市又譯作拉布拉布市，是菲律賓中米沙鄢大區的一座城市，舊稱 Opon，于1961年改为现用名。在地理位置上歸屬於宿霧省，但在行政上保持獨立。
拉普拉普是宿霧大都會的一部分，屬高度都市化的一級收入城市。根据2015年的人口普查數據，全市約有408,112人口 。
麥克坦－宿霧國際機場位於拉普拉普市，是菲律賓第二繁忙的機場。

## 行政區劃
拉普拉普市劃分為30個描籠涯：
| - 阿格斯（Agus） - 巴拔克（Babag） - 邦卡爾（Bankal） - 巴凜（Baring） - 巴薩克（Basak） - 布阿亞（Buaya） - 卡拉威桑（Calawisan） - 坎酉勞（Canjulao） - 考以（Caw-oy） - 考哈港（Cawhagan） - 考褊（Caubian） - 骨恩烏帛（Gun-ob） - 依伯（Ibo） - 路可（Looc） - 馬克坦（馬丹，Mactan） | - Maribago - Marigondon - 拍涯（Pajac） - 琶酉（Pajo） - 潘甘安（Pangan-an） - 普布拉尚（Poblacion） - 奔塔英哥紐（Punta Engaño） - 普梭（Pusok） - 沙邦（Sabang） - 聖羅莎（Santa Rosa） - 蘇巴巴斯巴斯（Subabasbas） - 塔里馬（Talima） - 亭果（Tingo） - 藤噶桑（Tungasan） - 聖文森（San Vicente1） |

## 外部連結
- PhilAtlas.com 上对拉普拉普市的简介 （页面存档备份，存于）（英文）
- 菲律賓標準地理代碼 （英文）
- Lapu-Lapu 拉普拉普市政府網站（英文）
- 关于拉普拉普市（英文）